# Chiesa di San Michele Arcangelo (Castel Campagnano)
La chiesa di San Michele Arcangelo è una chiesa rupestre sconsacrata ubicata a Castel Campagnano.

## Storia e descrizione
Non si è a conoscenza della data esatta di costruzione, avvenuta scavando in un banco tufaceo: il primo documento in cui venne citata risale al 979, quando in una bolla episcopale si fa riferimento a tre edifici sacri, uno dei quali dedicato a sant'Angelo. La chiesa venne abbandonata nel XVI secolo allorquando, sulla sommità della collina dove sorgeva, venne costruito un primitivo edificio che sarebbe poi diventato il castello ducale di Castel Campagnano: vennero chiusi i due suoi ingressi, collegata alla corte del palazzo tramite una scala scavata nel tufo e adibita a cantina.
Della chiesa, di cui è andato perso l'impianto originario, resta solamente parte del nartece, caratterizzato da tre arcate ogivali, due pilastrini, elemento architettonico tipico delle strutture rupestri pugliesi piuttosto che quelle campane, e l'abside. Si conservano inoltre i resti degli affreschi, datati tra il X e l'XI secolo, raffiguranti la Vergine con Bambino e Cristo tra gli angeli e i santi Nicola di Bari e Michele arcangelo.